# Георгий (Гёргевский)
Митрополи́т Гео́ргий (макед. Митрополитот Георгиј, в миру Гёко Гёргевский, макед. Ѓоко Ѓорѓевски; род. 24 июля 1968, Скопье) — епископ Македонской православной церкви, митрополит Дебарско-Кичевский.

## Биография
Родился 24 июля 1968 года в Скопье и был вторым ребенком в семье Душана и Даницы. После завершения начального образования в 1982 году он поступил в Македонскую православную семинарию «Святой Климент Охридский» в Драчеве и окончил её в 1986 году. Во время учебы в семинарии он в течение нескольких лет был редактором журнала «Молодой богослов». Он продолжил своё высшее богословское образование на православном богословском факультете «Святой Климент Охридский» в Скопье, который окончил в 1990 году. во время учебы на факультете — редактором студенческого журнала «Православный благовестник». В октябре 1990 года вернулся в семинарию в Драчеве и в течение следующих трех лет преподавал предметы: Священное Писание Ветхого и Новом Заветов, церковнославянский язык, Древнегреческий язык, английский язык, латинский язык, церковное пение и теория музыки.
В 1993 году он поступил в аспирантуру Института восточных церквей в Регенсбурге, Германия, а на следующий год уехал в Рим, Италия, где в 1996 году получил степень магистра, а в 2000 году — докторскую степень на кафедре библеистики богословского факультета Папского Григорианского университета в Риме, Италия.
После возвращения из аспирантуры в 1999 году он в течение двух лет преподавал в Духовной семинарии Священное Писание Ветхий Завет, церковнославянский и древнегреческий языки, а с 2001 года является профессором богословского факультета «Святой Климент Охридский» в Скопье по предметам «Введение и толкование Священного Писания Ветхого Завета» и «Библейская история и археология».
С 2000 по 2010 год он занимал должность руководителя аппарата архиепископа Охридского, а с 2000 по 2007 год — секретаря Американо-Канадской православной епархии.
В период с 15 февраля 2010 по 14 февраля 2014 года он занимал должность посла Республики Македония при Святом Престоле в Риме.
После окончания семестра он снова возвращается в качестве профессора на факультет теологии, а в период с 2016 по 2023 год в течение двух сроков является деканом факультета.
Являлся членом Комиссии Македонской православной церкви по переводу Божественного Евангелия (2008). Активно участвует в работе Македонской библейской ассоциации, а с 2020 года занимает должность генерального секретаря. Он участвует в заключительной части подготовки пересмотренного издания Священного Писания в 2006 году, а также является координатором перевода Нового Завета (2023) и Псалмов (2024) с языков оригинала.
27 мая 2025 года в монастыре святого великомученика Георгия в Кривом Доле архиепископом Стефаном (Веляновским) был пострижен в малую схиму с именем Георгий. 28 мая тем же епископом рукоположён в сан иеродиакона. 29 мая 2025 года был рукоположен во иеромонаха. 8 июня 2025 года был воззведён в сан игумена.
12 июня 2025 года решением Священного синода Македонской православной церкви — Охридской архиепископи был единогласно избран новым митрополитом Дебарско-Кичевским. 24 июня 2025 года он был возведён в сан архимандрита.
13 июля 2025 года в Кафедральном соборе Охридских архиепископов во имя Святой Софии в Охриде состоялась его архиерейская хиротония, которую совершили: архиепископ Охридский и Македонский Стефан, митрополит Преспанского-Пелагонийский Петр (Каревский), митрополит Струмицкий Наум (Илиевский), митрополит Крушево-Демирхисарский Иоанн (Вранишковский), митрополит Европейский Пимен (Илиевский), митрополит Брегалницкий Иларион (Серафимовский), митрополит Тетово-Гостиварский Иосиф (Тодоровский), митрополит Куманово-Осоговский Григорий (Настеский), епископ Делядровско-Илинденский Иоаким (Йовческий) и епископ Делчево-Каменицкий Марк (Кимев). В Литургии помимо клириков приняли участие представители всех сфер общественной жизни, в том числе премьер-министр Республики Македония Христиан Мицкоский, вице-премьеры Александр Николовский и Люпчо Димовский, министр внутренних дел Панче Тошковский, директор Комиссии по связям с религиозными общинами и группами Оливера Трайковская, представители государственных и местных органов власти, а также учёные, ректоры и преподаватели университетов.